# Karl Österreicher (Dirigent)
Karl (Borromäus) Alois Österreicher (* 3. Jänner 1923 in Rohrbach an der Gölsen; † 11. März 1995 in St. Pölten) war ein österreichischer Dirigent und Musikpädagoge.

## Leben
Karl Österreicher wurde am 3. Jänner 1923 als Sohn des Lehrers Karl Österreicher (* 20. Juli 1894 in Zuggers) und dessen Ehefrau Wilhelmine Maria (geborene Rosenberger; * 17. Mai 1899 in Schwarzenbach an der Gölsen) in Rohrbach an der Gölsen geboren und am 6. Jänner 1923 auf den Namen Karl (Borromäus) Alois getauft.
Ab 1946 studierte er an der damaligen Wiener Musikakademie beim Klarinettisten der Wiener Philharmoniker Leopold Wlach (1902–1956) Klarinette sowie Dirigieren bei Hans Swarowsky, später auch bei Alfred Uhl und Clemens Krauss.
Österreicher wirkte ab 1964 als Leiter des Hochschulorchesters der Musikuniversität, von 1969 bis 1992 war er auch Professor an der Wiener Musikhochschule. Zu seinen Schülern zählen Alexis Agrafiotis, Tetsurō Ban, Eugen Brixel, Erke Duit, Carlos Kalmar, Jesus Lopez-Cobos, Michael Kapsner, Dmitri Kitajenko, Michael Lessky, Rudolf Lutz, Luis Antonio García Navarro, Matthias Manasi, Guido Mancusi, Garcia Navarro, Daniel Nazareth, Nikolaus Netzer, Matthias Fletzberger, Arild Remmereit, René Staar, Alexander Steinitz, Najden Todorow, Claudius Traunfellner und Jin Wang.
Seine Tochter aus der Ehe mit der Sängerin Sieglinde Wetzelsberger, die er im Juni 1954 geheiratet hatte, ist die Schauspielerin und Regisseurin Isabella Gregor. Die Ehe wurde später geschieden und Österreicher heiratete am 17. Dezember 1983 in St. Pölten eine Eleonore Enengl.
Am 11. März 1995 starb Österreicher in St. Pölten, wo er zuletzt gelebt hatte.

## Auszeichnungen
- 1976: Großes Silbernes Ehrenzeichen für Verdienste um die Republik Österreich[3]
- 1978: Kulturpreis des Landes Niederösterreich
- 1981: Ehrenkreuz für Wissenschaft und Kunst I. Klasse
- 1988: Ehrenmedaille der Bundeshauptstadt Wien in Gold

In St. Pölten wurde nach ihm eine Straße benannt.